# Georg Ehrhardt
Georg Wilhelm Heinrich Ehrhardt, Pseudonym: Ehrhardt vom Zinnwalde (geboren 26. September 1862 in Dresden, Königreich Sachsen; gestorben 16. Dezember 1935 ebenda), war ein deutscher Schriftsteller.

## Leben und Wirken
Er war ein Sohn des aus Zinnwald im Erzgebirge stammenden königlich-sächsischen Hauptkassenkontrolleurs beim Landgericht Dresden, Karl Heinrich Ehrhardt und dessen Ehefrau Emilie Louise geborene Aehnelt. Nach dem Besuch des Realgymnasiums in Dresden trat er 1884 als Akzessist in den Dienst der Königlich Sächsischen Zoll- und Steuerverwaltung ein. Er war zunächst im Außendienst in Plauen im Vogtland bis 1897 tätig, danach in seiner Heimatstadt Dresden, wo er zum Zoll- und Steuersekretär aufstieg. 1909 erfolgte seine Versetzung als Hauptzollamtskontrolleur nach Zwickau, wo er später zum Oberzollrevisor und zuletzt vom Zollrat befördert wurde. 1928 wurde er krankheitsbedingt auf eigenem Antrag als Oberzollrat vorzeitig pensioniert. Er zog nach Dresden zurück, wo er 1935 starb.
Er war ein Bibliophile und pflegte als solcher und als eifriger feinsinniger Sammler besonders die Gebiete der Folkloristik (Dr. Faust, Don Juan, Ahasver und verwandte Sagen), sowie der schönen Literatur (Goethe). Seine Dresdner Privatbibliothek umfasst ca. 5000 Bde., davon Faustsage. Sie befand sich zuletzt in seinem Wohnhaus in der Markgrafenstraße 7 in Dresden. Überregional bekannt wurde er vor allem durch die 1905 erfolgte Veröffentlichung eines Faust-Puppenspiels.
Seit 1892 war er mit Martha Linda geborene Schanz verheiratet. Sie war die Tochter eines Gasthofs- und Wirtschaftsbesitzers aus Oelsnitz im Vogtland. Beide hatten den gemeinsamen, 1893 in Plauen geborenen Sohn Heinrich Ehrhardt.